# Peter Vereecke
Peter Vereecke (Sleidinge, 26 februari 1956) is een Belgisch voormalig politicus van CVP. Hij was burgemeester van Evergem.

## Opleiding en werkzaamheden
Vereecke is afkomstig uit Sleidinge. Hij is van opleiding klassiek filoloog en werd beroepsmatig verzekeringsmakelaar. Hij werd in 1975 lid van de CVP, werd in Evergem actief in de gemeentepolitiek en zetelde er vanaf 1983 in de gemeenteraad. In 1995 werd hij burgemeester van Evergem, een functie die hij vijf jaar lang zou bekleden. Na de gemeenteraadsverkiezingen van 2000 werd hij opgevolgd door VU'er Paul Van Grembergen. Vereecke had als politicus een naam als realist en werd beschouwd als een capabel bestuurder. In 2001 beëindigde hij zijn bedrijfsactiviteiten met zijn verzekeringskantoor en scheidde hij van zijn vrouw. In 2003 verliet hij ook de actieve politiek. In 2007 werd hij voorgedragen voor de titel van ereburgemeester, hij wees dit echter af.

## Activiteiten
Vereecke trok zich terug om te gaan filosoferen en publiceerde en sprak daarna in het publiek over verschillende complottheorieën, waaronder de theorie van de chemtrails. Ook ging hij optreden in culturele centra met de theatermonoloog "Moeder, waarom leven wij?", waarin hij zijn theorieën over het milieu voorstelde.

## Belfortgroep
In 2009 richtte hij de Belfort-group op, om zo gerichter actie te kunnen voeren tegen de verschillende complotten die volgens hem de bevolking zouden bedreigen. Vereecke en zijn organisatie namen ook stelling tegen vaccinaties en vaccinatieprogramma's.

## Kritiek
Hij haalde met al deze activiteiten regelmatig de media maar dit leverde hem ook kritiek op. Zo diende de overheidsdienst gezondheid van de Vlaamse Gemeenschap een klacht in tegen Vereecke, waarop het parket om een geestesonderzoek vroeg. Dit op vraag van een top-ambtenaar Geert Top, die ook Vereecke voor het gerecht daagde. Vereecke werd vrijgesproken voor belaging van vaccinatiebeleidmanager Top van het Vlaams Agentschap Zorg en Gezondheid. Hij werd wel schuldig bevonden aan het misbruiken van elektronische communicatiemiddelen om overlast te veroorzaken. De Gentse correctionele rechtbank legde hem een geldboete van 600 euro op. Vereecke ging in beroep, maar werd uiteindelijk toch veroordeeld.
De openbare omroep VRT riep Vereecke en zijn groep op te stoppen de VRT-weerdienst met mails te bestoken.
De Skeptische Put.
In 2013 ontving Peter Vereecke de "Skeptische Put".
Deze weinig benijdenswaardige "prijs" wordt door SKEPP, de Studiekring voor Kritische Evaluatie van Pseudo-wetenschap en het Paranormale, sinds 1996 jaarlijks uitgereikt aan een persoon of organisatie die zich uitzonderlijk onkritisch heeft opgesteld dat jaar en de verspreiding van kennis en wetenschap totaal verkeerd heeft begrepen.
SKEPP haalt hiervoor onder andere volgende zaken aan: Peter Vereecke is aanhanger van de chemtrailtheorie. Dit is het idee dat de witte rookslierten achter vliegtuigen geen onschuldige condensatiesporen zijn, maar gevaarlijke producten bevatten die hier doelbewust zijn in verwerkt om over de aarde uit te spreiden. Hij gelooft niet dat Al Qaida, maar de Amerikaanse regering verantwoordelijk was voor de aanslagen van 11 september 2001. De maanlanding vond volgens hem nooit plaats, maar werd in een Hollywoodstudio in scène gezet. John F. Kennedy werd niet door Lee Harvey Oswald vermoord, maar door zijn vrouw Jackie. Hij accepteert ook de evolutietheorie niet. Peter Vereecke is zijn prijs in 2013 persoonlijk komen afhalen bij de voorzitter van SKEPP Paul De Belder.
In 2021 heeft Peter Vereecke volgens SKEPP nog andere vreemde opvattingen. Zo betwist hij het bestaan van het SarsCov-2 virus (coronavirus) en gelooft hij dat de aarde geen bol, maar een platte schijf is. In de talkshow Gert Late Night seizoen 6, aflevering 16 legt hij dit laatste uitgebreid uit.